# Taitung (xiàn)
Taitung of Taidong is een arrondissement (Xiàn) in Taiwan. Het arrondissement Taitung telde in januari 2009 231.863 inwoners op een oppervlakte van 3515 km².